# Everetts buulbuul
Everetts buulbuul (Hypsipetes everetti) is een vogelsoort uit de familie van de pycnonotidae (buulbuuls). Deze vogel werd in 1877 geldig beschreven door Arthur Hay (alias de negende Markies van Tweeddale) en is vernoemd naar zijn ontdekker, de Britse koloniaal ambtenaar en natuuronderzoeker Alfred Hart Everett die de vogel verzamelde op de Filipijnen.

## Verspreiding
Everetts buulbuul komt voor in de Filipijnen en telt twee ondersoorten:
- H. e. everetti (Tweeddale, 1877): zuidoostelijk, midden en oosten van de Filipijnen.
- H. e. haynaldi (Blasius, W, 1890):	Sulu-eilanden.

## Status
De grootte van de populatie is niet gekwantificeerd maar de soort wordt omschreven als vrij algemeen. Op de Rode lijst van de IUCN heeft deze soort de status niet bedreigd.